# Saccocirrus parvus
Saccocirrus parvus är en ringmaskart som beskrevs av Gerlach 1953. Saccocirrus parvus ingår i släktet Saccocirrus och familjen Saccocirridae. Arten har ej påträffats i Sverige. Inga underarter finns listade i Catalogue of Life.